# Bộ Cỏ tháp bút
Bộ Cỏ tháp bút hay Bộ Mộc tặc (danh pháp khoa học: Equisetales) là một bộ thực vật.

## Phân loại
Trong phân loại phát sinh chủng loài phân tử của Smith et al. (2006) thì bộ Equisetales, như định nghĩa hiện tại của nó, được coi là thành viên duy nhất của lớp Mộc tặc (Equisetopsida) trong ngành Dương xỉ (Pteridophyta).
Trình tự tuyến tính của Christenhusz et al. (2011), với ý định thiết lập sự tương thích với phân loại của Chase và Reveal (2009), trong đó người ta đặt toàn bộ thực vật có phôi (thực vật trên đất liền) trong lớp Equisetopsida nghĩa rộng (sensu lato), đã coi nó như là thành viên duy nhất của phân lớp Equisetidae, tương đương với lớp Equisetopsida của Smith.
Vị trí của bộ Equisetales trong phân lớp Equisetidae sau này được tuân theo trong các phân loại của Christenhusz & Chase (2014) và của PPG I (2016).
Bộ này chỉ chứa 1 chi còn loài sinh tồn là mộc tặc (Equisetum) xếp trong họ Equisetaceae. Các hóa thạch nằm trong bộ này thuộc về các loài tuyệt chủng trong họ Equisetaceae cũng như 3 họ tuyệt chủng là Archaeocalamitaceae, Calamitaceae và Phyllothecaceae.

## Hình ảnh

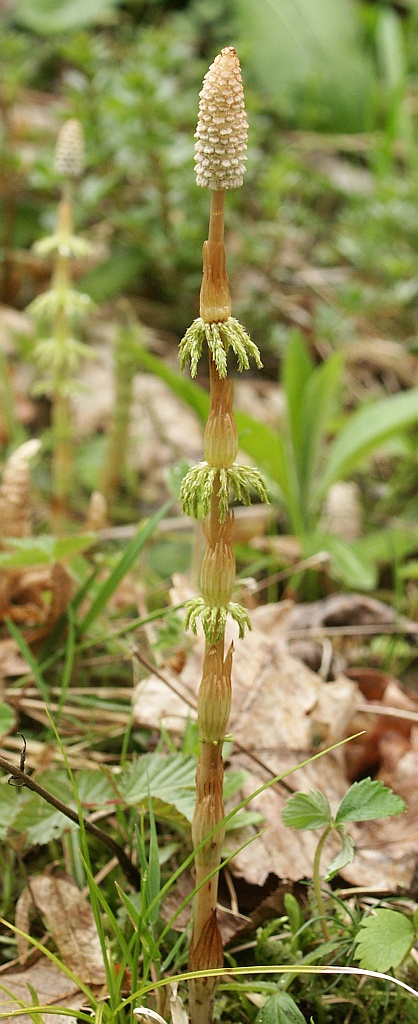
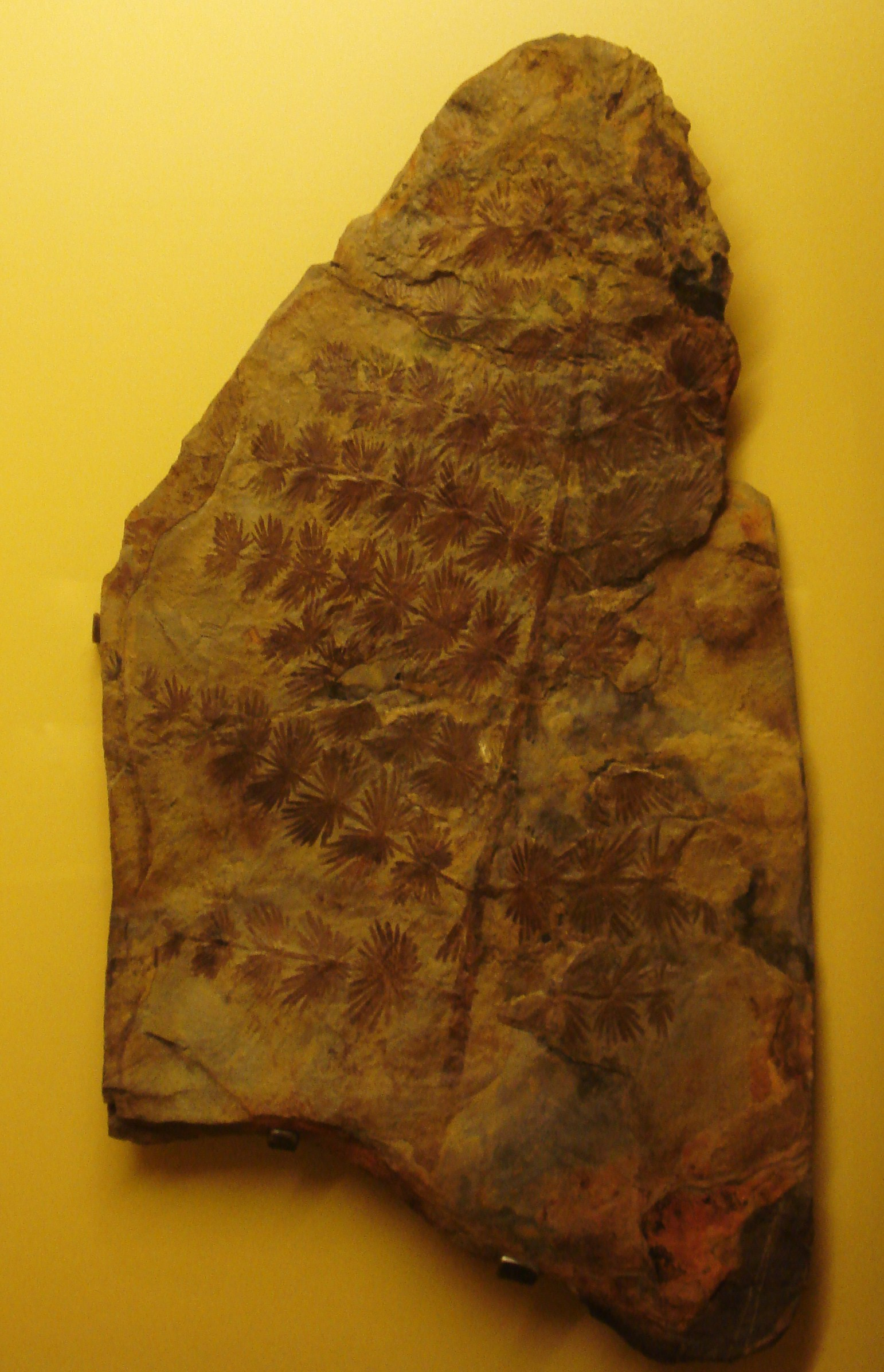
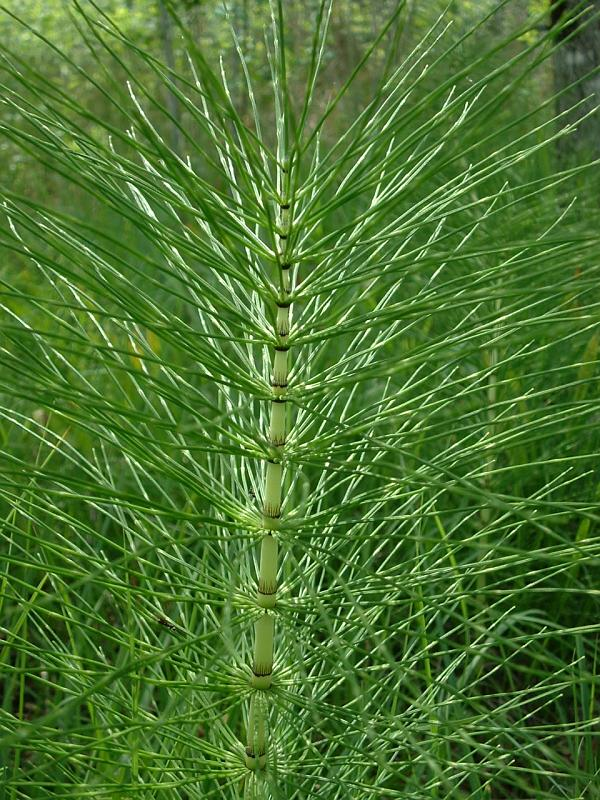